# Rocky Balboa
Robert "Rocky" Balboa, Sr. er en titel karakter og hovedperson i Rocky-serien fra 1976 til 2006. Figuren blev skabt og portrætteret af Sylvester Stallone. Gennem filmene, er han skildret som en hvermandseje der startede ud ved at gå afstanden og overvinde forhindringer, der var opstået i hans liv og karriere som professionel bokser.
Hans rival er Apollo Creed i den første film, som efterfølgende bliver hans ven.

## Rocky-filmene
- Rocky (1976)
- Rocky II (1979)
- Rocky III (1982)
- Rocky IV (1985)
- Rocky V (1990)
- Rocky Balboa (2006)